# Babar és a Télapó
A Babar és a Télapó (eredeti cím: Babar et le Père Noël) 1986-ban bemutatott francia televíziós rajzfilm, amely a Babar című rajzfilmsorozat karácsonyi különkiadása. A forgatókönyvet Merilyn Read írta, a rajzfilmet Gerry Capelle rendezte, a zenéjét Gary Morton szerezte.
Kanadában 1986. december 15-én, Magyarországon 1995. december 29-én vetítették le a televízióban.

## Ismertető
A három elefántgyermek megkéri apukáját, az-az Babart, hogy hívja meg vendégségbe a Télapót. Babar először áttanulmányozza az Északi-sarka vezető térképet, és utána elindul egy lóvontatású szánnal, hogy felkeresse őt. Eközben Retaxes meg akarja szerezni az összes ajándékot magának, és helikopter segítségével ő is útra kel. A Télapó legszebb szabadnapja lesz, ha elmehet Babarékhoz vendégségbe, amelyet Celestina városában boldogan tölthet el, az elefántcsaláddal.

## Szereplők
| Szereplő                | Eredeti hang      | Magyar hang      |
| ----------------------- | ----------------- | ---------------- |
| Babar                   | James Bradford    | Hankó Attila     |
| Télapó                  | Les Lye           | Makay Sándor     |
| Retexisz (Rataxes)      | Les Lye           | Kárpáti Tibor    |
| Szelesztina (Celectina) | Louise Villeneuve | Kiss Mari        |
| Palika (Pom)            | Amie Charlebois   | Bolba Tamás      |
| Flóra (Flora)           | Courtney Caroll   | Prókai Annamária |
| Adorján (Alexander)     | Kai Engstad       | Görög László     |
| Zefír (Zephir)          | Rick Jones        | Bor Zoltán       |
| Artúr (Arthur)          | Kemp Edwards      | Fekete Zoltán    |
| Kornéliusz (Cornelius)  | Brahm Olzynko     | Kun Vilmos       |